# Черимоя
Черимоя або шеримоя (Annona cherimola) — тропічна рослина родини аннонових (Annonaceae), до якої також належать такі рослини як азиміна, іланг-іланг та сметанне яблуко.

## Етимологія
Назва рослини походить з мови кечуа, від слова chirimuya, що означає «холодне насіння».

## Походження та поширення
Походить первісно з Андських полонин Перу, Еквадору, Колумбії та Болівії. Хоча рослина опинилась у Чилі вже згодом, звідти її плодів вивозять найбільше, ніж звідкиінде в тій околиці. У Північній півкулі черімою вирощують у Середземномор'ї (Іспанії й Ізраїлі) та в Китаї. 

## Опис
У відкритому ґрунті черимоя — дерево з кущовою формою крони, що виростає висотою 5— 9 м. У кімнатних та тепличних умовах висота не перевищує 3 м. Незадовго перед цвітінням листя черимої щорічно обпадає, але незабаром відростають знову. В кліматі України черимоя росте в кімнатних умовах, у відкритому ґрунті тільки в теплицях та зимових садах. Черимоя витримує морози до -7 °C. У плодоношення вступає на 5 рік.
Плід складний, продовгастий, 10 — 20 см завдовжки та 7 — 10 см у попереку, має гладку зелено-коричневу шкірку з конусоподібними або округлими виступами, що нагадують ґонтовий дах. 
М'якуш кремового кольору, за смаком нагадує ананас, папаю, манго та банан, дуже солодкий, уряснений чорними насінинами розміром 1—2 см. Насіння неїстівне.

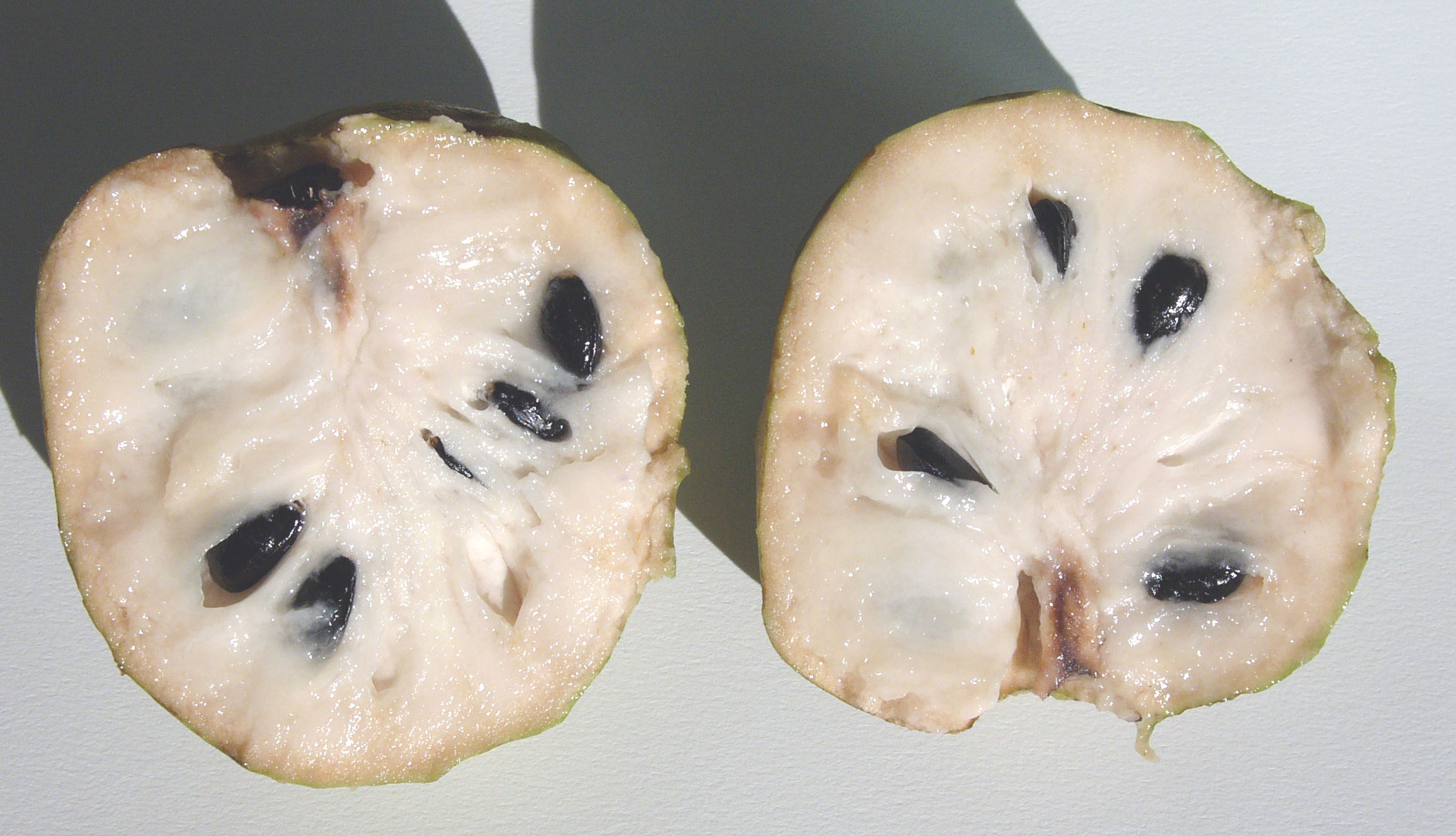
Розріз
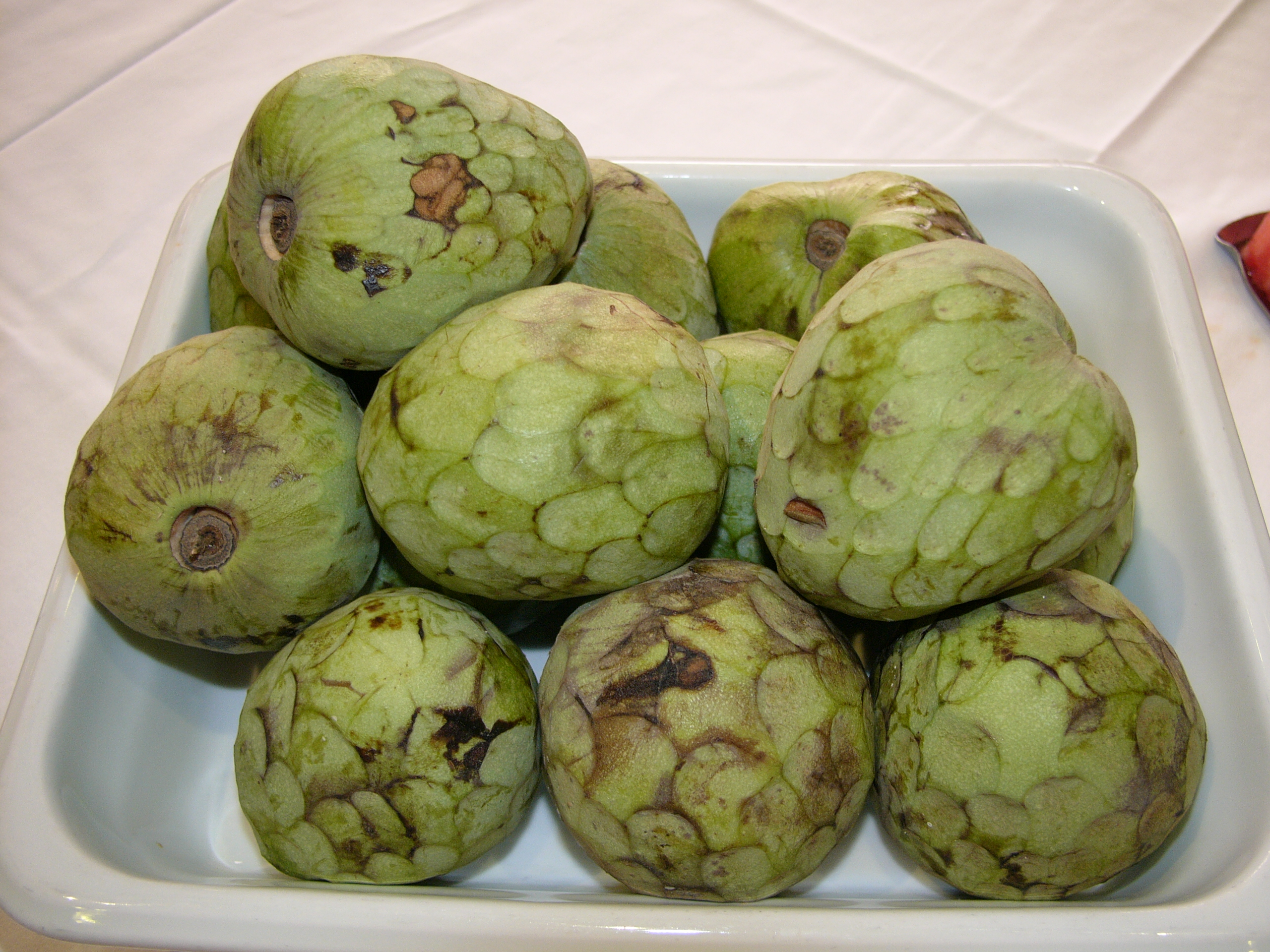
Стиглі плоди
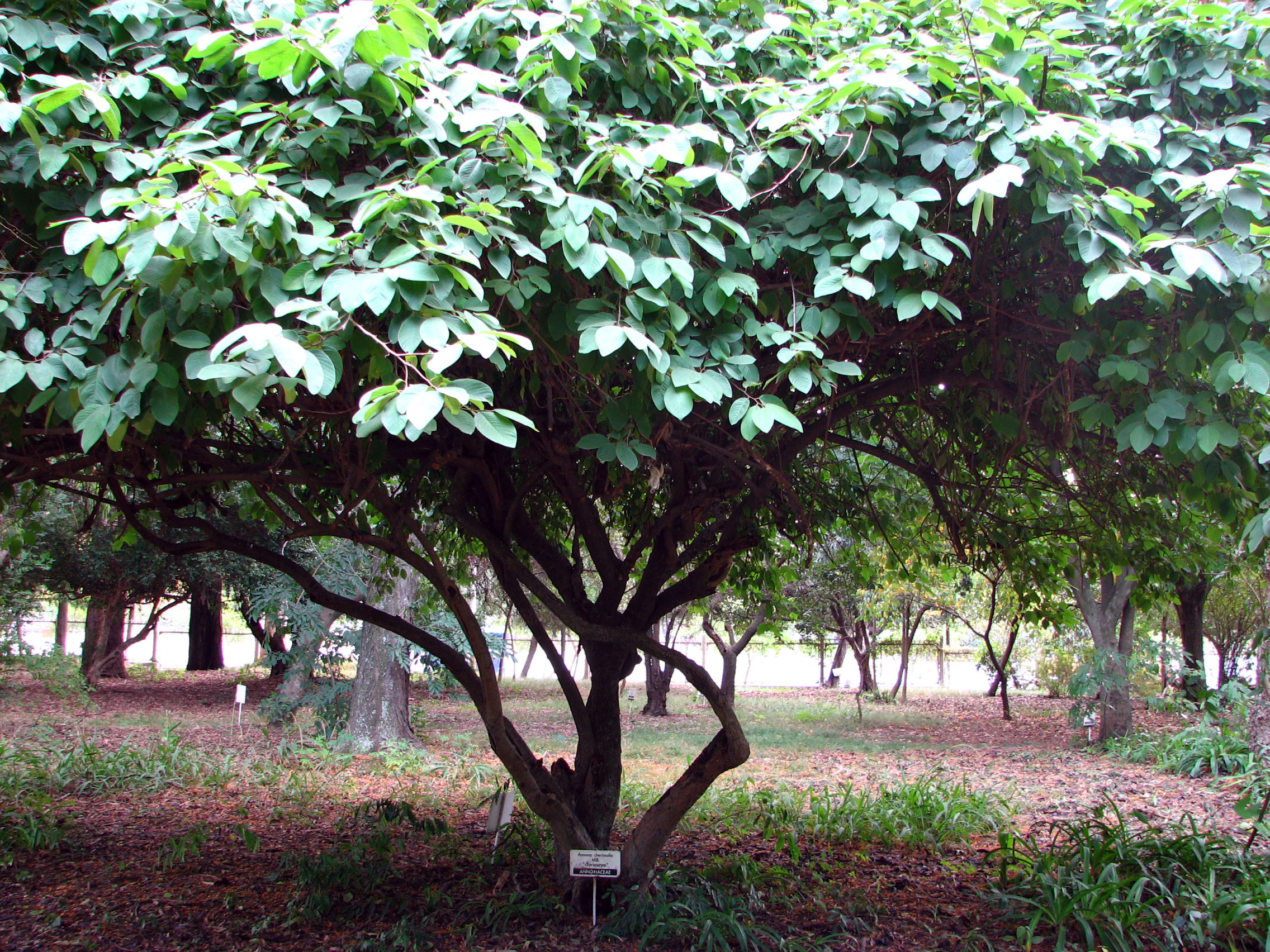
Дерево
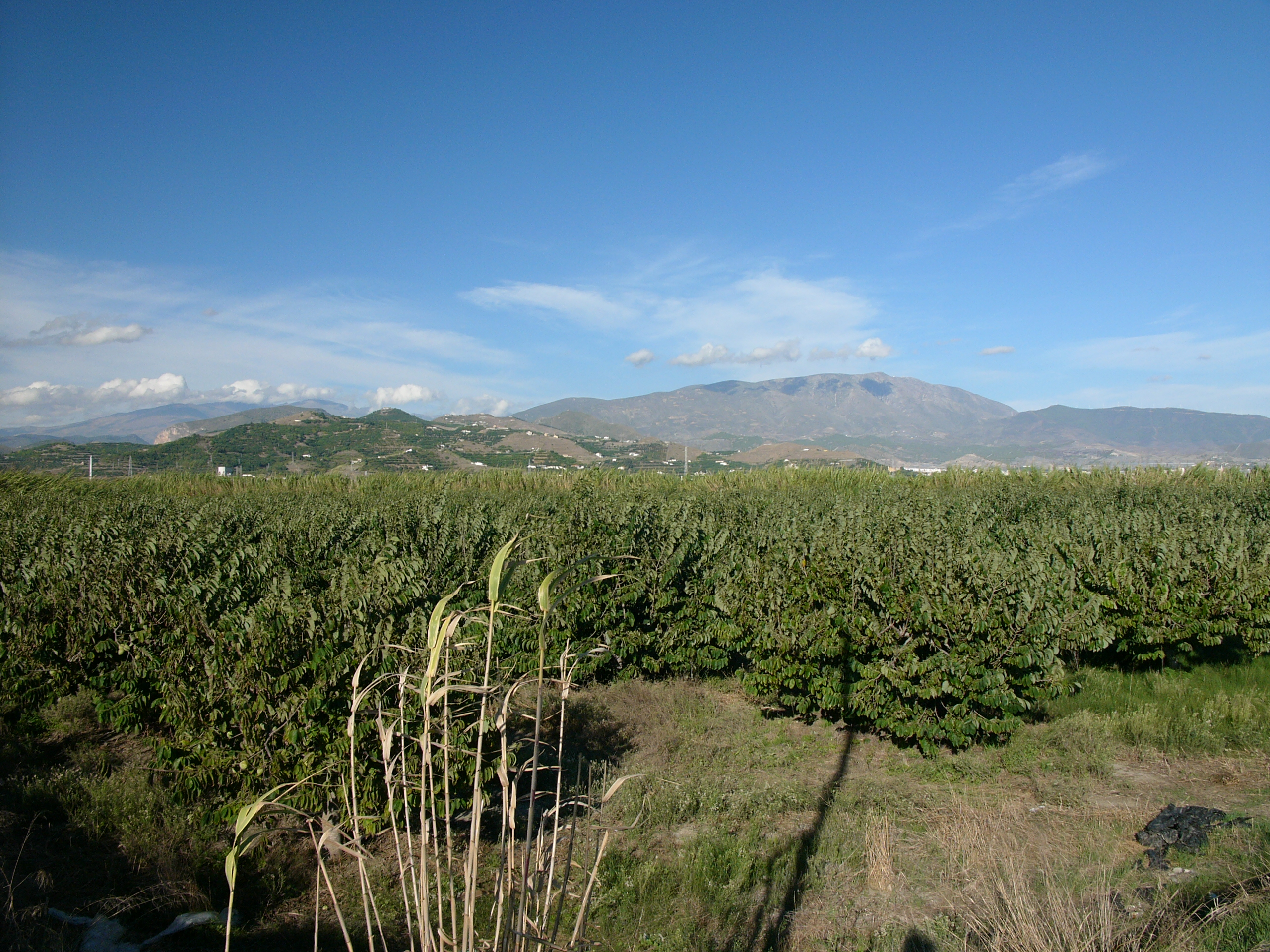
Плантація черимої